# Norman Lear
Norman Lear   (New Haven, 27 de juliol de 1922 - Los Angeles, 5 de desembre de 2023) fou un productor, guionista, director de cinema i actor estatunidenc.

## Biografia
Norman Milton Lear va néixer a New Haven. Va anar a l'escola secundària de Hartford, la capital de l'estat. Estava a la universitat en l'Emerson College a Boston, capital del veí estat de Massachusetts, quan es va allistar a les Forces Aèries de l'Exèrcit dels Estats Units d'Amèrica el 1942. Durant la Segona Guerra Mundial, que serveix al Mediterrani com a operador de ràdio i artiller en un Boeing B-17. Va volar en 52 operacions de combat, per les quals va ser guardonat amb una medalla aèria. Lear va ser donat de baixa de l'exèrcit el 1945. La seva carrera militar és crònica en els llibres  Crew Umbriago  per Daniel P.Carroll, i 772nd Bomb Squadron: The Men, The Memories, de la Turner Publishing Company.
El 1959, Lear va crear la seva primera sèrie de televisió, un western de mitja hora anomenat  El diputat , amb Henry Fonda en el paper principal. Inicialment un escriptor de comèdies, i després director de cinema (va escriure i va produir la pel·lícula de 1967  Divorce, American Style  i va dirigir la pel·lícula de 1971  Cold Turkey , totes dues protagonitzades per Dick Van Dyke), Lear va intentar vendre a l'ABC una idea per a un comèdia en una família de classe treballadora. L'ABC va rebutjar el programa després d'emetre 2 episodis pilot. Després de gravar un tercer pilot, la CBS va comprar el programa, titulat  All in the Family . La primera temporada es va estrenar el programa el 21 de gener de 1971 i va aconseguir només el lloc 34è a la llista dels programes més vistos, però va guanyar diversos Emmys, incloent millor sèrie de comèdia, i va ser renovat. Durant la seva reemisió l'estiu, el programa va aconseguir excel·lents qualificacions i en la seva segona temporada va ser la més vista dels Estats Units, títol que va assegurar per quatre anys més. El programa es basa en la sèrie del Regne Unit  Til Death Us Do Part , exhibida a la BBC, sobre un irritable tory de la classe obrera i el seu gendre socialista.
El segon èxit de Lear a la televisió nord-americana és també l'adaptació d'una sèrie de la BBC Sanford and Son  que es basa en  Steptoe and Son  sobre un ferroveller a l'oest de Londres i el seu fill. Lear canvia l'escenari per al districte de Watts a Los Angeles i els personatges a afroamericans. Va crear diversos programes reeixits com  Maude  (el títol del personatge es va basar en la seva llavors esposa Frances),  The Jeffersons (tots dos spin-off de All in the Family i One Day at a Time' '.
El que la majoria de sitcoms de Lear tenien en comú era que els personatges és que són el motor de les trames, es van filmar en sets que semblaven més obres de teatre que la majoria dels sets de sitcoms, i van ser filmades amb vídeo en comptes de pel·lícula i, sobretot, es va dirigir als més importants temes socials i polítics del seu temps. Irònicament, la majoria de les comèdies d'embolics de Lear es consideren autobiogràfiques, encara que els seus primers èxits van ser adaptades de programes de la BBC.
El soci de producció de tota la vida de Lear era Bud Yorkin, qui va ser productor executiu de  Sanford and Son . Els dos van trencar l'aliança el 1983 i Yorkin va fundar la seva pròpia companyia de producció amb els escriptors Saul Turteltaub i Bernie Orenstein. Van aconseguir produir només un programa que va durar més d'una temporada, anomenat What's Happening!!. La productora de Lear i Yorkin era conegut com a Tandem Productions. Lear i l'agent de talents Jerry Perenchio van fundar TAT Comunicacions (TAT era un acrònim de "Tuchus Affen Tisch", que significa "posar el cul d'algú en la línia" en Jiddisch) el 1974. L'associació va ser una de les més reeixides productores independents de televisió nord-americana la dècada del 1970. En aquest moment, Lear va crear l'espectacle  Maria Hartman, Mary Hartman , que més tard es convertiria en un clàssic de culte. El 1978 va renunciar com a productor en els seus programes per treballar en un documental sobre la creixent influència dels evangèlics d'extrema dreta. La pel·lícula mai va ser estrenada, però la investigació va estimular Lear participar en l'activisme d'esquerres.
El 1982 el productor va comprar a Avco Embassy Pictures, productora de pel·lícules com  The Graduate ', The Lion in Winter  i  Carnal Knowledge , de la Avco Financial Corporation. La companyia va passar a anomenar-se Embassy Pictures i presidida per Alan Horn (president de Warner Bros. Pictures) i Martin Schaeffer, que més tard fundaria la Castle Rock Entertainment amb Rob Reiner. El 1985 Lear va vendre tots els seus holdingds en el cinema i la televisió a la Columbia Pictures (llavors propietat de Coca-Cola Company), que va adquirir la divisió de cinema i televisió d' Embassy per 465 milions de dòlars en accions de Coca-Cola Company. Lear i el seu soci Jerry Perenchio es divideixen els ingressos nets (uns 250 milions). Més tard la Coca-Cola va vendre la divisió de cinema a Dino De Laurentiis i el home vídeo a Nelson Entertainment.
La marca Tandem Produccions va ser abandonada el 1986 amb la cancel·lació de  Diff'rent Strokes  i Embassy va deixar d'existir com una sola entitat a finals de 1987. La divisió de televisió d'Embassy es va transformar en ELP Comunications el 1988, però els programes produïts originalment per Embassy eren sota la marca Columbia Pictures Television de 1988 a 1994 i sota Columbia TriStar Television de 1994 a 1998.
Lear va intentar tornar a la producció de televisió el 1990 amb els programes  Sunday Dinner ,  The Powers That Be  i  704 Hauser , en aquesta última va posar una família diferent en el mateix escenari de  All in the Family . Cap dels programes va ser un èxit, tot i ser aclamats per la crítica.

## Filmografia

### Productor
- 1955: The Martha Raye Show (sèrie TV)
- 1962: The Andy Williams Show (sèrie TV)
- 1963: Come Blow Your Horn
- 1965: Never Too Late
- 1967: Divorce American Style
- 1968: The Night They Raided Minsky's
- 1970: Start the Revolution Without Me
- 1971: All in the Family (sèrie TV)
- 1971: Cold Turkey
- 1972: Maude (sèrie TV)
- 1973: The Thief Who Came to Dinner, de Bud Yorkin
- 1975: Hot L Baltimore (sèrie TV)
- 1975: One Day at a Time (sèrie TV)
- 1976: Mary Hartman, Mary Hartman (sèrie TV)
- 1976: The Nancy Walker Show (sèrie TV)
- 1977: Forever Fernwood (sèrie TV)
- 1977: All That Glitters (sèrie TV)
- 1977: A Year at the Top (sèrie TV)
- 1979: The Baxters (sèrie TV)
- 1979: Hanging In (sèrie TV)
- 1982: I Love Liberty (TV)
- 1984: Good Evening, He Lied (TV)
- 1984: P.O.P. (TV)
- 1984: Heartsounds (TV)
- 1987: The Princess Bride
- 1991: All in the Family: 20th Anniversary Special (TV)
- 1991: Sunday Dinner (sèrie TV)
- 1991: Tomàquets verds fregits (Fried Green Tomatoes)
- 1992: The Powers That Be (sèrie TV)
- 1994: 704 Hauser (sèrie TV)
- 1997: Channel Umptee-3 (sèrie TV)
- 1998: The Thing in Bob's Garage
- 2000: Way Past Cool
- 2000: Maggie Bloom (sèrie TV)

### Guionista
- 1951: Ford Star Revue
- 1953: Scared Stiff
- 1961: Bobby Darin and Friends (TV)
- 1963: Come Blow Your Horn
- 1967: Divorce American Style
- 1968: The Night They Raided Minsky's
- 1979: McGurk (TV)
- 1982: I Love Liberty (TV)

### Director
- 1996: Corwin (TV): Norman Lear
- 1971: Un mes d'abstinència (Cold Turkey)
- 1994: 704 Hauser (sèrie TV)
- 2000: Maggie Bloom (sèrie TV)

### Actor
- 1963: Come Blow Your Horn: Convidat a la festa
- 1978: A Different Approach
- 1981: Quiz Kids (sèrie TV): Host

## Premis i nominacions

### Premis
- 1971: Primetime Emmy a la millor sèrie còmica per All in the Family
- 1972: Primetime Emmy a la millor sèrie còmica per All in the Family
- 1973: Primetime Emmy a la millor sèrie còmica per All in the Family

### Nominacions
- 1968: Oscar al millor guió original per Divorce American Style
- 1971: Primetime Emmy al millor guió de sèrie còmica per All in the Family
- 1972: Primetime Emmy al millor guió de sèrie còmica per All in the Family
- 1973: Primetime Emmy a la millor sèrie còmica per Maude
- 1974: Primetime Emmy a la millor sèrie còmica per All in the Family
- 1976: Primetime Emmy a la millor sèrie còmica per All in the Family
- 1982: Primetime Emmy al millor guió de programa musical o de varietats per I Love Liberty
- 1985: Primetime Emmy al millor especial dramàtic o còmic per Heartsounds